# Val Monastero
La Val Monastero (Val Müstair in romancio e Münstertal in tedesco) è una valle dei Grigioni e dell'Alto Adige attraversata dal Rio Ram (Rom in romancio, Rambach in tedesco) che sfocia nell'Adige. Incomincia dal Passo del Forno (in romancio Pass dal Fuorn, 2149 m) ed è la valle più orientale della Svizzera, circondata dalle Alpi della Val Müstair. 
Pur facendo interamente parte della regione geografica italiana è per la maggior parte all'interno del territorio svizzero e soltanto la parte finale (a sud-est) è in Italia. Per questa valle passò Carlo Magno durante il suo viaggio verso Roma, dove ricevette l'incoronazione nell'800 d.C..

## Geografia fisica

### Passi
- Passo del Forno (Pass dal Fuorn in romancio, Ofenpass in tedesco) (2149 m) che collega Tschierv con Zernez in Engadina
- Giogo di Santa Maria (Umbrailpass in tedesco, 2501 m) che collega Bormio con Santa Maria Val Müstair.

### Montagne

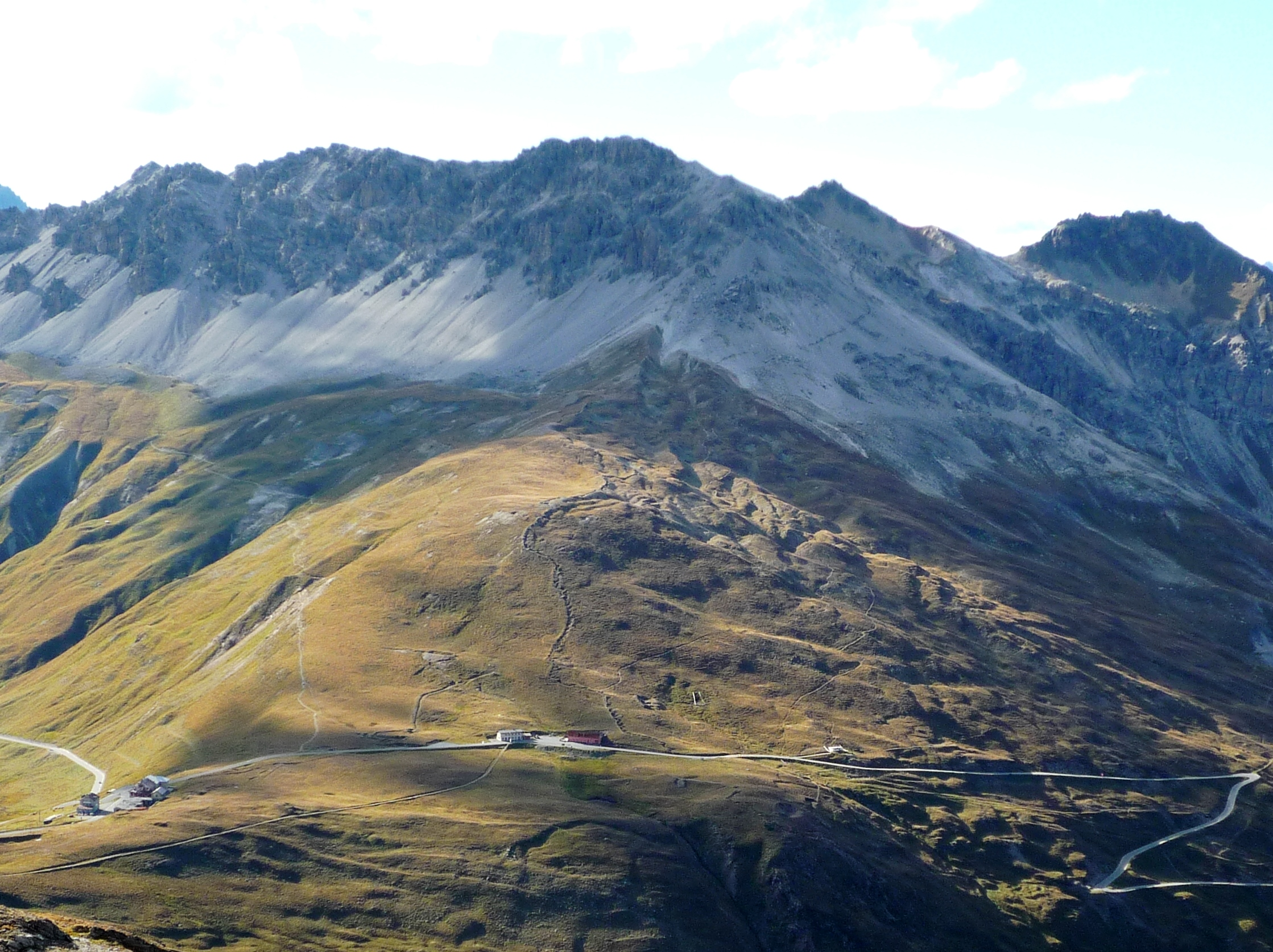
Piz Umbrail

Le montagne principali che contornano la valle sono:
- Piz Tavrü - 3.168 m
- Piz Umbrail - 3.033 m
- Piz Daint - 2.968 m
- Piz Turettas - 2.963 m
- Piz Terza - 2.909 m
- Monte Cavallaccio - 2.763 m

## Geografia antropica

### Comuni della valle
Nella parte svizzera, cantone dei Grigioni:
- Val Müstair (anche Val Monastero e Münstertal)

Nella parte italiana, regione Trentino-Alto Adige, provincia di Bolzano:
- Tubre (Taufers im Münstertal) (949 ab.), il centro abitato più popolato della valle

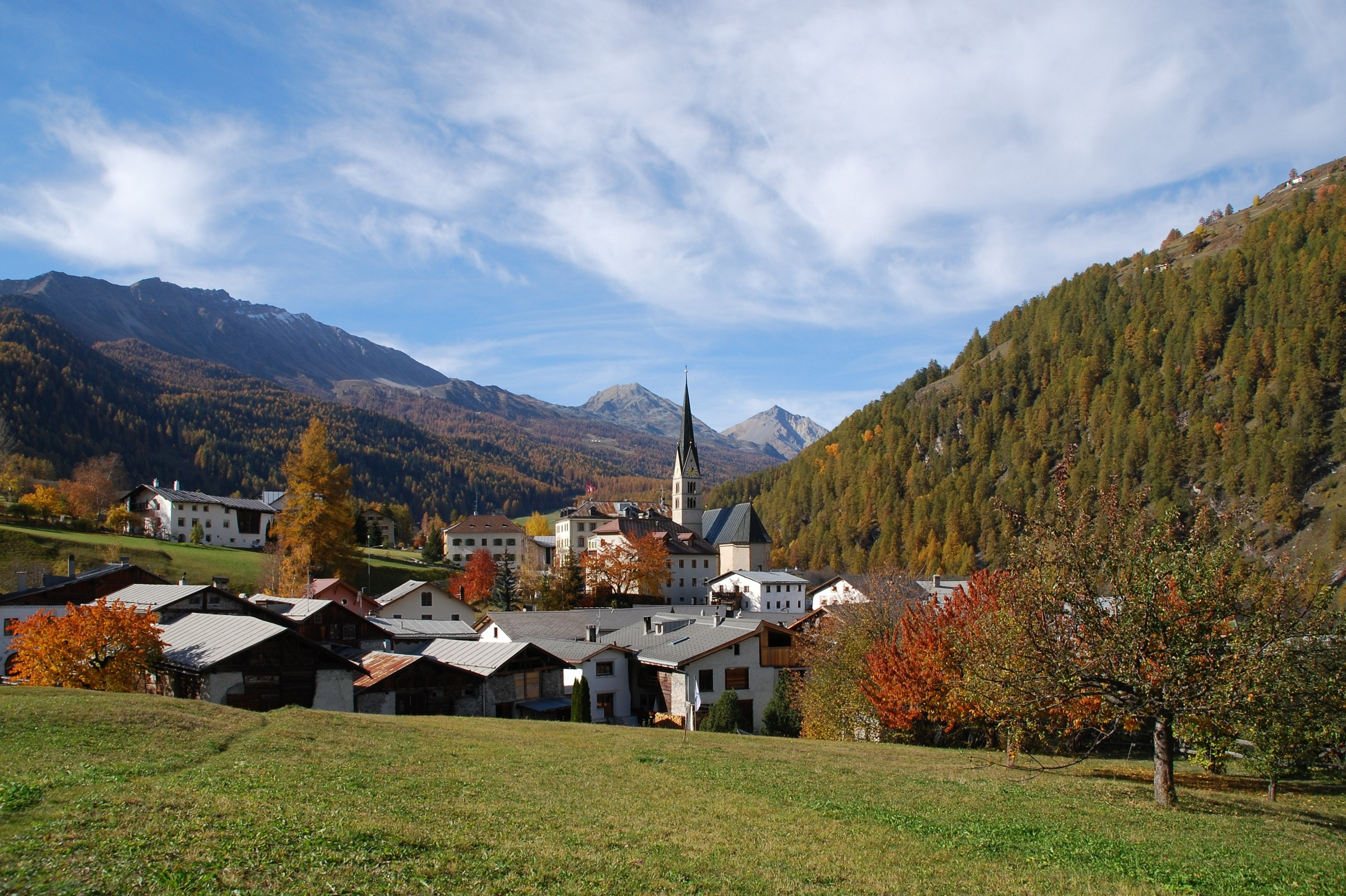
Santa Maria Val Müstair

## Società

### Lingua
La lingua della parte svizzera (alta e media valle) è romancio, quella della bassa valle (italiana) è tedesco, inoltre vivono nella valle persone parlanti ladino dolomitico (meno dell'1%) e italiano (meno del 4%). Fino agli inizi dell'800, i comuni oggi facenti parte del territorio statale italiano erano di madrelingua romancia.

### Religione
L'alta valle (Santa Maria, Valchava, Lü-Lüsai, Fuldera e Tschierv) è protestante, la bassa valle (Müstair, Tubre e Glorenza) è cattolica.
Sono presenti anche altri religioni come i neo-apostolici ed i testimoni di Geova.